# Megasema arenaria
Megasema arenaria là một loài bướm đêm trong họ Noctuidae.